# Shinkolobwe-Mine
Die Shinkolobwe-Mine (auch Chinkolobwe oder Kasolo-Mine) war ein Uran- und Kobalt-Bergwerk und zugleich eine ehemalige Siedlung in der Provinz Haut-Katanga der Demokratischen Republik Kongo. Shinkolobwe liegt rund 20 km westlich der etwa 400.000 Einwohner zählenden Stadt Likasi.
Das zum Bau der über Hiroshima und Nagasaki abgeworfenen Atombomben verwendete Uran (bzw. daraus gewonnenes Plutonium) stammte aus diesem Bergwerk.

## Geschichte und Geologie

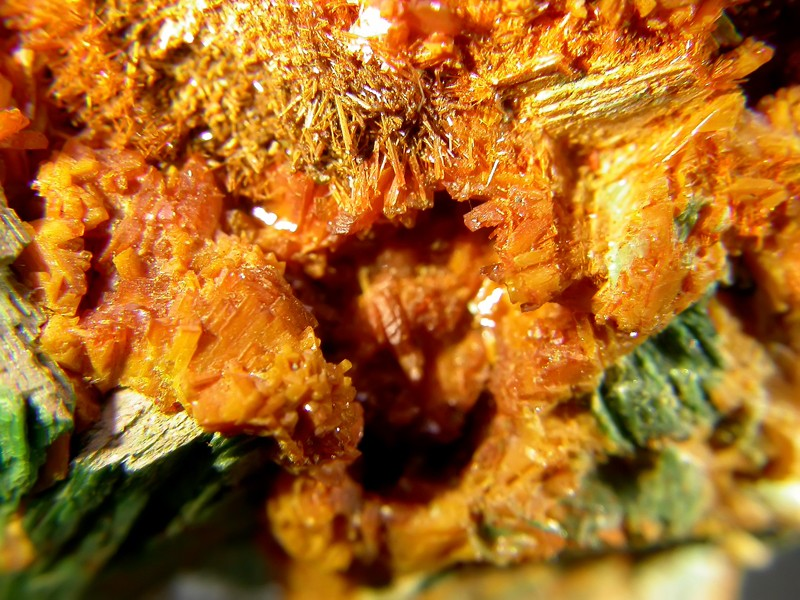
Curit (gelborange, nadelig), Kasolit (gelborange, prismatisch) und Metatorbernit (blättig, grün) aus der Shinkolobwe-Mine

Das von 1915 bis 1960 betriebene Bergwerk von Shinkolobwe befindet sich auf dem Hügel Kasolo (daher teilweise auch als Kasolo-Mine bezeichnet) und gilt als uranreichste Erzlagerstätte der Welt. In Shinkolobwe wurde bereits vor mehreren Jahrhunderten in kleinerem Umfang Kupfer gewonnen. 1915 wurden dort von Projektor Major Sharp im Rahmen von Vermessungsarbeiten Uranmineralien entdeckt. Die epigenetische Stockwerklagerstätte wurde ab 1921 im Tagebau wie auch im Untertagebau abgebaut. Größter Abnehmer für das Uran, das von der belgischen Union Minière du Haut Katanga (UMHK) abgebaut wurde, waren die USA. 1940 wurden über 1.000 t hochprozentiges Uranerz aus Shinkolobwe in die Vereinigten Staaten verschifft. Dieses wurde später im Rahmen des Manhattan-Projekts zum Bau der Atombomben verwendet, die 1945 über Hiroshima und Nagasaki abgeworfen wurden. Die Bergbaugesellschaft setzte den Uranabbau auch nach dem Zweiten Weltkrieg zunächst fort.
Mit dem Abzug Belgiens aus dem Kongo 1960 wurde der Erzabbau in Shinkolobwe beendet und die Stollen mit Beton verfüllt. Diese Maßnahmen verhinderten jedoch nicht, dass insbesondere seit den 1990er Jahren illegal und in Handarbeit – mehrheitlich durch Frauen und Kinder – weiter Erz abgebaut wurde, hauptsächlich Kupfer und Kobalt (z. B. das Kobaltoxid Heterogenit). Der uranhaltige, radioaktive Abraum wurde unkontrolliert in der Umgebung abgelagert, zum Teil zur Verfüllung von Geländeunebenheiten oder beim Wegebau verwendet. 2004 kamen beim Einsturz einer Grube mehrere Menschen ums Leben und Shinkolobwe wurde per Dekret des Präsidenten (erneut) geschlossen. Die Minensiedlung, in der etwa 15.000 Menschen lebten, wurde niedergebrannt. Dennoch fand und findet weiterhin illegaler Erzabbau (Kleinstbergbau) statt. 2006 wurde berichtet, dass der Iran versucht habe, Uran aus Katanga – vermutlich Shinkolobwe – einzuführen. Zur Beseitigung der Umweltschäden und gegen die Kontamination von Wohngebieten und Trinkwasser durch giftige bzw. radioaktive Mineralien werden bislang keine wirksamen Maßnahmen getroffen, wie auch das Risiko des Schmuggels radioaktiven Materials ins Ausland nach wie vor besteht.

## Mineralfunde
Insgesamt konnten in Shinkolobwe bisher (Stand: 2015) 124 Minerale und 9 Varietäten nachgewiesen werden. Für 34 Minerale gilt Shinkolobwe zudem als Typlokalität. Shinkolobwe hält damit Rang 8 unter den Fundorten mit den meisten Typlokalitätsmineralen. Uran wird in Shinkolobwe hauptsächlich von Kobalt und Nickel begleitet. Kupfer ist nahezu nicht vorhanden. Das Haupt-Nickelsulfid ist Vaesit.

## Typlokalitäten
Shinkolobwe gilt als Typlokalität (erster Fundort) für die folgenden Minerale (Stand 2024):
- Becquerelit Ca[(UO2)6|O4|(OH)6]·8H2O
- Bijvoetit-(Y) Y8(UO2)16O8(CO3)16(OH)8·39H2O
- Billietit Ba[(UO2)6|O4|(OH)6]·8H2O
- Cattierit CoS2
- Comblainit Ni4Co3+2(CO3)(OH)12·3H2O
- 'Cousinit' (möglicherweise „Mg-Umohoit“) MgU2Mo2O13·6H2O
- Curit Pb3[(UO2)4|O4|(OH)3]2·2 H2O
- Dewindtit Pb3[H(UO2)3O2(PO4)2]2·12H2O
- Dumontit Pb2(UO2)3O2(PO4)2·5H2O
- Fourmarierit Pb(UO2)4O3(OH)4·4H2O
- Gauthierit KPb[(UO2)7O5(OH)7]∙8H2O
- Ianthinit U4+2[(UO2)4|O6|(OH)4]·9H2O
- Kasolit (Pb(UO2)SiO4·H2O) wurde nach seiner Typlokalität (Kasolo Mine) benannt
- Lepersonnit-(Gd) Ca(Gd,Dy)2(UO2)24(SiO4)4(CO3)8(OH)24·48H2O
- Masuyit Pb[(UO2)3|O3|(OH)2]·3H2O
- Metasaléeit Mg(UO2)2(PO4)2·8H2O
- Metaschoepit UO3·nH2O (n≈2)
- Metastudtit (UO2)(O2)(H2O)2
- Metavandendriesscheit Pb1,57[(UO2)10|O6|(OH)11]·nH2O (n<11)
- Oursinit (Co,Mg)(UO2)2Si2O7·6H2O
- Paraschoepit UO3·nH2O (n<2)
- Parsonsit Pb2UO2(PO4)2·2H2O
- Piretit Ca(UO2)3(SeO3)2(OH)4·4H2O
- Protasit Ba(UO2)3O3(OH)2·3H2O
- 'Renardit' (Zwischenglied der Dewindtit-Phosphuranylit-Serie) Pb(UO2)4(PO4)2(OH)4·7H2O
- Richetit (Fe3+,Mg)xPb2+8,6(UO2)36O36(OH)24·41H2O
- Roubaultit Cu2(UO2)3(CO3)2O2(OH)2·4H2O
- Saléeit (Co-Typlokalität) Mg(UO2)2(PO4)2·10H2O
- Sayrit Pb2(UO2)5O6(OH)2·4H2O
- Schoepit [(UO2)4|O|(OH)6]·6H2O
- Sharpit Ca(UO2)6(CO3)5(OH)4·6H2O
- Shinkolobweit Pb1,33[U5+O(OH)(U6+O2)5O4,67(OH)5,33](H2O)5
- Sklodowskit (H3O)2Mg(UO2)2(SiO4)2·2H2O
- Soddyit (UO2)2(SiO4)·2H2O
- Stilleit ZnSe
- Studtit [(UO2)(O2)(H2O)2](H2O)2
- Urancalcarit Ca(UO2)3(CO3)(OH)6·3H2O
- Vandendriesscheit Pb1,57[(UO2)10|O6|(OH)11]·11H2O
- Wyartit CaU5+(UO2)2(CO3)O4(OH)·7H2O, Wyartit-II CaU5+(UO2)2O4CO3(OH)·3H2O

Minerale aus Shinkolobwe
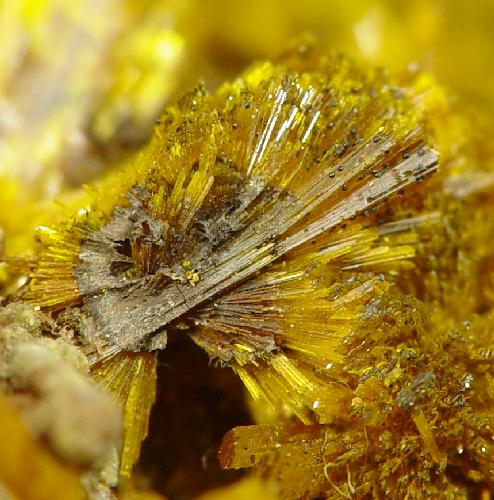
Becquerelit
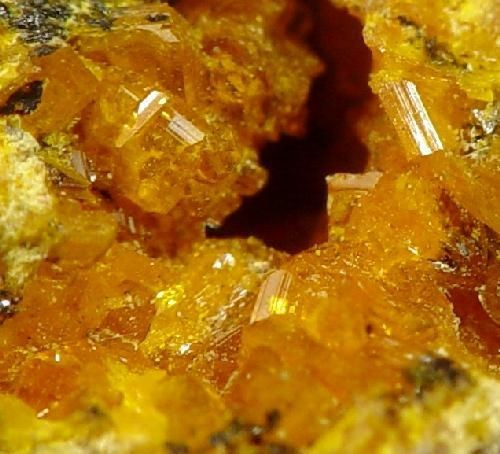
Billietit
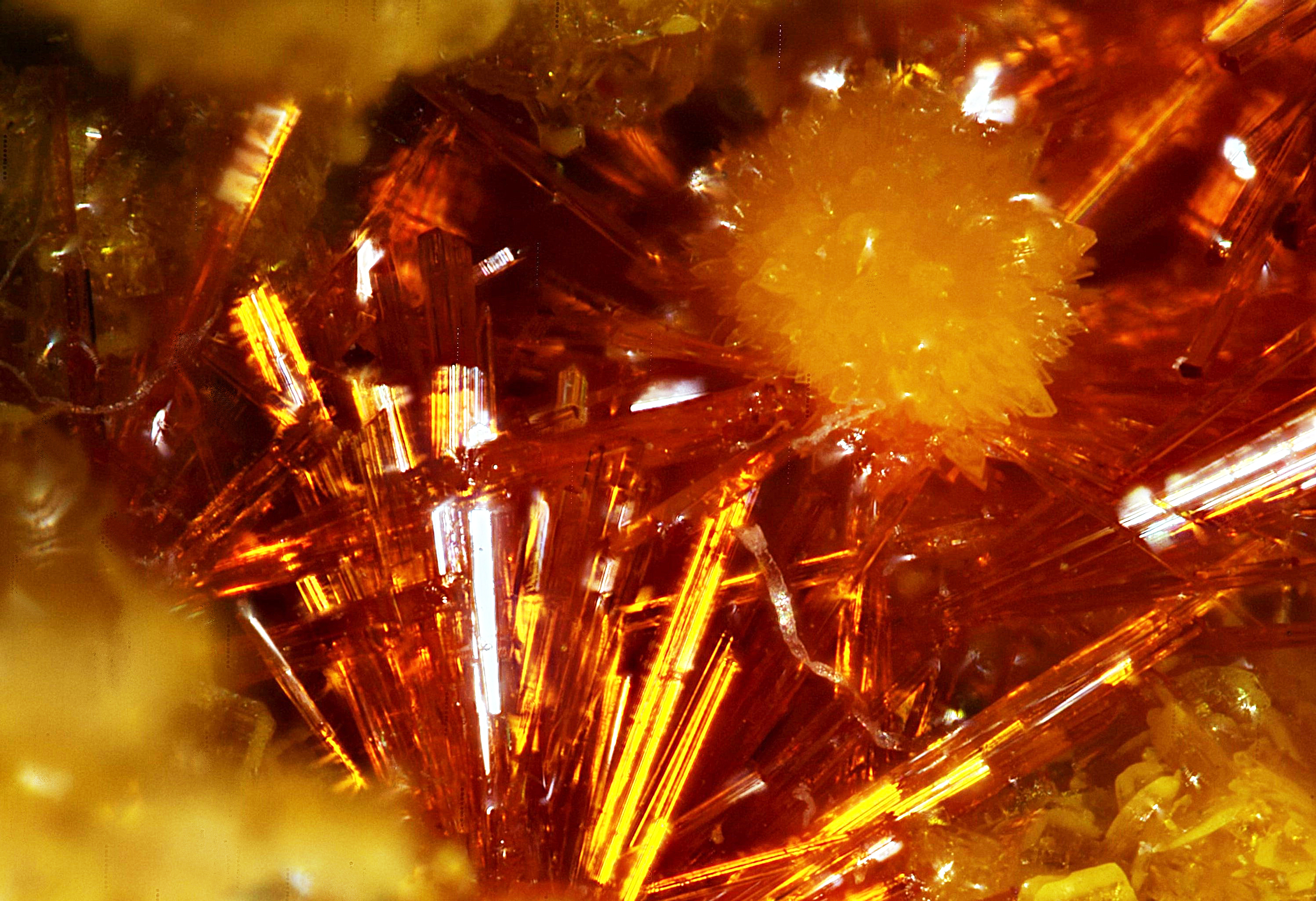
Curit
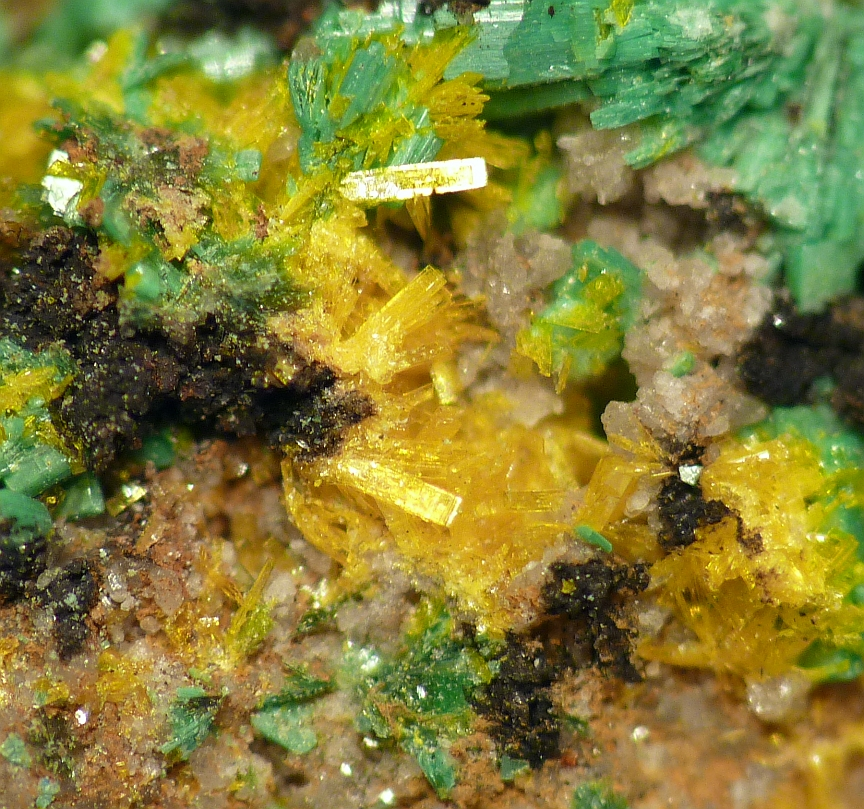
Dewindtit (gelb)
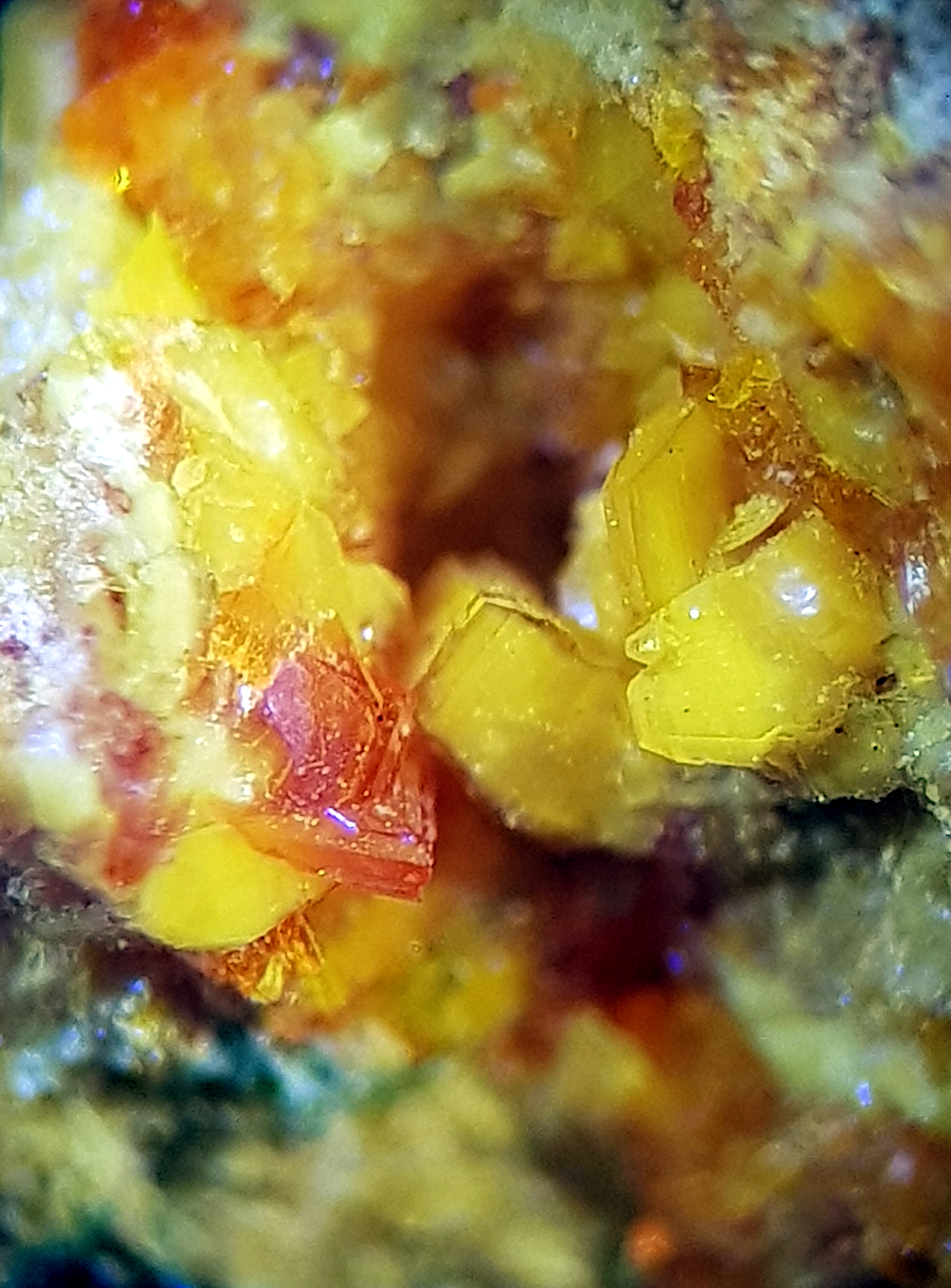
Fourmarierit (orangerot) und Soddyit (gelb)
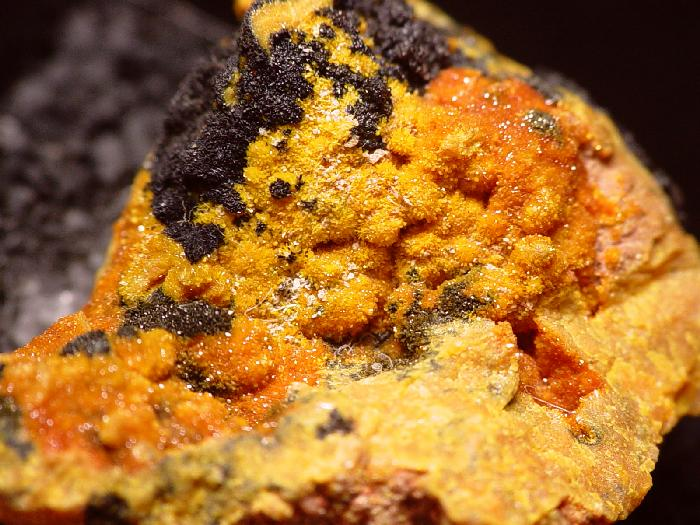
Kasolit (orange)
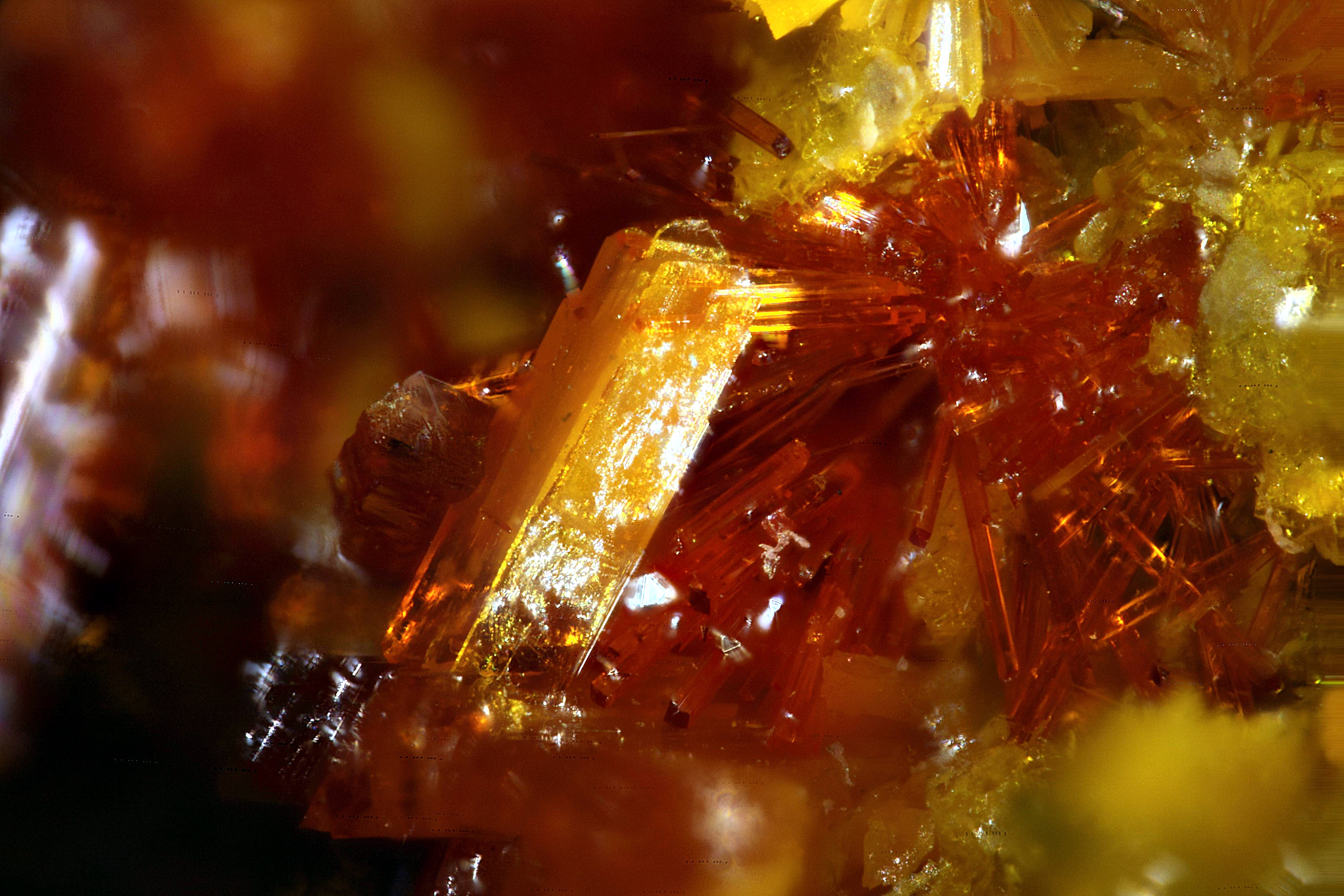
Masuyit